# Ewa Kukowska
Ewa Kukowska (z domu Rogalewska, ur. 1976 w Tczewie) – polska malarka.

## Charakterystyka
Maluje przede wszystkim farbami olejnymi i akrylowymi, jednak stosuje również techniki własne (eksperymentalne). Maluje akty i pejzaże surrealistyczne, dla których wspólnym mianownikiem jest synteza dynamicznej abstrakcji niegeometrycznej z warsztatem realistycznym.

## Konkursy
Była finalistką konkursów:
- Lexmark European Art Prize 2003,

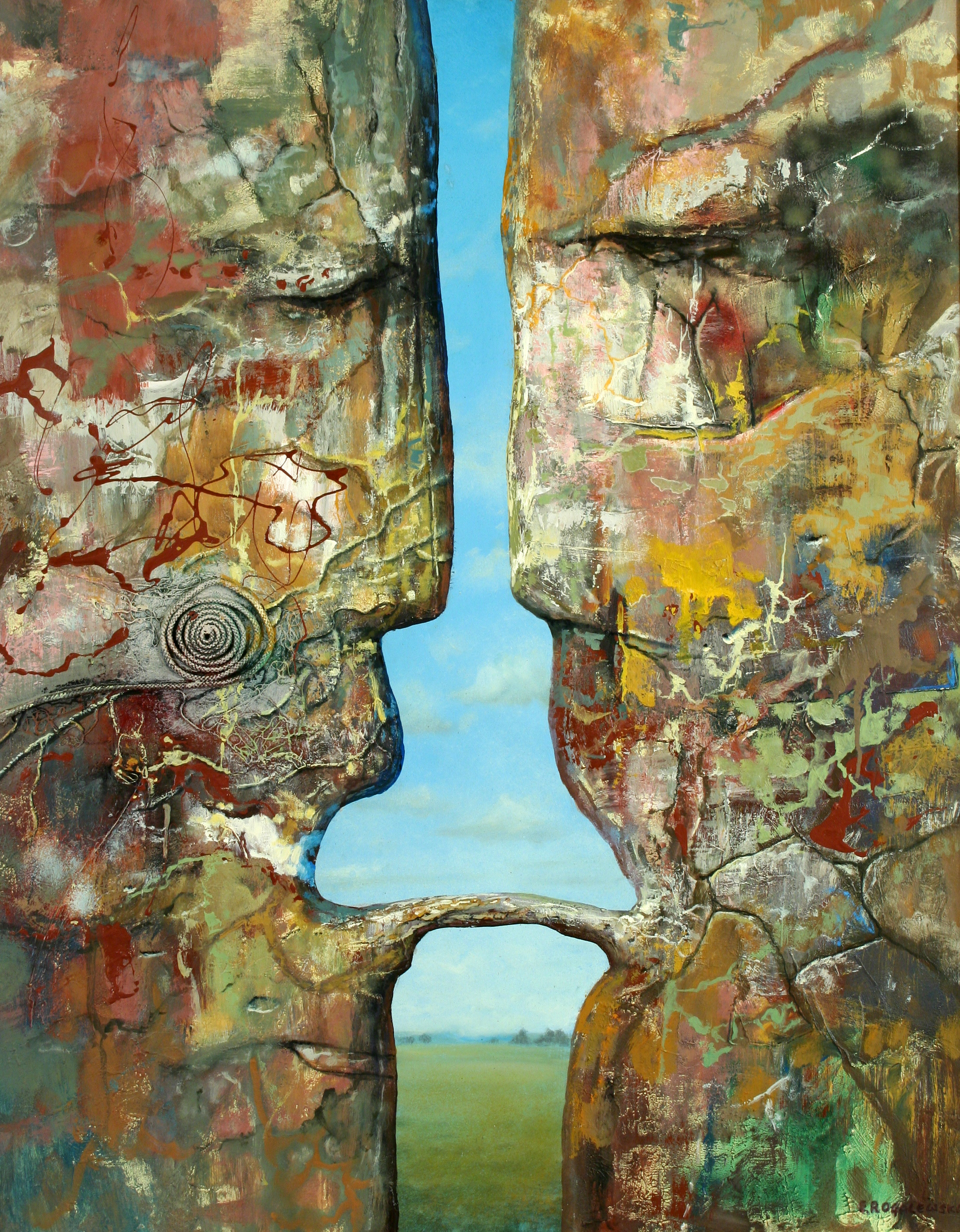
Ewa Kukowska "Przemowa", olej na płycie, 80x100cm

- Artist's Magazine's 2006 Art Competention (USA),
- Art Revolution 2014 (Tajpej)[2][1].

## Wystawy
Wystawiała m.in. w:
- Carrousel du Louvre, Luwr, Paryż
- Galeria Quantum, Paryż
- Galeria Miejska, Wrocław
- Muzeum Ziemi Mińskiej, Mińsk Mazowiecki
- Galerii Sztuki Współczesnej, Kołobrzeg
- Filharmonia Kaszubska, Wejherowo
- Opera i Filharmonia Podlaska Europejskie Centrum Sztuki, Białystok
- Galerii SD (Warszawa),
- Galerii Belotto (Warszawa),
- Gallery Kolding (Dania),
- Muzeum w Grudziądzu (2018)[2],
- Galerii Klucznik (Gdańsk)[3].